# 343 f.Kr.

## Händelser

### Efter plats

#### Persiska riket
- Kung Artaxerxes III av Persiska riket leder personligen de persiska styrkor som invaderar Egypten. Perserna vill gärna komma åt egyptiernas guld- och sädesreserver. Staden Pelusion i Nildeltat gör motstånd men farao Nektanebo II tvingas retirera till Memfis. När situationen blir ännu värre flyr Nektanebo II till en exiltillvaro i Nubien. Hans avfärdar markerar slutet för Egyptens trettionde dynasti, landets sista inhemska kungaätt.
- Med Nektanebo II:s flykt kollapsar allt organiserat motstånd mot perserna och Egypten blir återigen ett satrapdöme i det persiska riket, varvid en persisk satrap installeras där. Murarna runt landets städer rivs och dess tempel plundras. Artaxerxes och hans befälhavare, general Bagoas, lämnar landet fullastade med byte.

#### Grekland
- Den atenske statsmannen Demosthenes åtalar Aischines för förräderi. Aischines drar då upp en av Demosthenes medarbetares, Timarkos, förflutna, vilket leder till att han frikänns med knapp marginal.
- Kung Filip II av Makedonien marscherar återigen mot kung Kersobleptes av Thrakien och besegrar honom i flera slag samt reducerar hans ställning till att vara vasall till Makedonien.
- Falaikos belägrar utan framgång Kydonia på Kreta.

#### Italien
- De italiska folken lukaner och bruttier ger sig på de grekiska kolonierna i Magna Graecia, inklusive Tarentum. Kungen av Sparta, Arkidamos III, svarar på en vädjan om hjälp från dessa före detta grekiska kolonier och avseglar med en legohär mot Italien.
- Efter att ha kapitulerat till den korinthiske generalen Timoleion, som tar över som härskare över Syrakusa, tillåts den förre tyrannen Dionysius II av Syrakusa att dra sig tillbaka till Korinth för att leva i exil, men han dör under årets lopp. Timoleion ersätter Syrakusas grundlag med en ny konstitution med spärrar mot återinförandet av tyranni. Timoleion inbjuder nybyggare från Grekland att komma till Sicilien.

#### Romerska republiken
- Den mäktigaste gruppen bland stammarna på italienska höglandet, de konfedererade samniterna, överfaller Campania. Invånarna i staden Capua vädjar till romarna för att få hjälp med att lösa sina interna tvister och att rädda sin stad från samniterna. Romarna hörsammar vädjan, vilket inleder det första samnitiska kriget.

## Födda
- Filetairos, grundare av den attalidiska dynastin i Pergamon i Mindre Asien (född omkring detta år; död 263 f.Kr.)

## Avlidna
- Dionysios II, tyrann av Syrakusa (född omkring 397 f.Kr.)